# Sessa Aurunca
Sessa Aurunca – miejscowość i gmina we Włoszech, w regionie Kampania, w prowincji Caserta.
Około roku 180 p.n.e. urodził się tu rzymski poeta Lucyliusz.
Według danych na rok 2004 gminę zamieszkuje 22 860 osób, 140,2 os./km².